# Амио, Жан Жозеф Мари
Жан Жозеф Мари Амио (фр. Jean Joseph Marie Amiot, кит. 錢德明, пиньинь Qián Démíng; 8 февраля 1718, Тулон, Франция — 8 октября 1793, Пекин) — французский миссионер-иезуит, историк и астроном.

## Биография
Вступил в Орден иезуитов в Авиньоне (тогда это было папское владение) в 1737 г., 21 декабря 1746 г. рукоположён в священники. Он изъявил желание сделаться миссионером, и в 1749 г. отправился в Китай. 22 августа 1751 г. он прибыл в Пекин, где жил и работал до самой кончины. Похоронен в Пекине.
Деятельность его пришлась на период гонений на христианство в Китае. Тем не менее, Амио работал при дворе, исполняя функции астронома. Попытки изменить отношения властей к христианству ни к чему не привели.
Жизнь Амио проходила в драматической обстановке: в 1773 г. Орден иезуитов был запрещён во Франции. Он скончался после получения известия о казни короля Людовика XVI. Амио был последним великим учёным-миссионером ордена иезуитов XVII—XVIII вв.

## Научная работа
Амио в совершенстве владел китайским и маньчжурским языком, составив одну из первых грамматик и словарей маньчжурского языка. В число его научных интересов входила диалектология, музыковедение и лингвистика. Кроме того, его интересовала проблема земного магнетизма. Он пытался преподавать европейские естественные науки представителям китайской аристократии. В 1772 г. он перевёл на французский язык Искусство войны Сунь-цзы.
В 1754 г. он создал трактат о китайской музыке. Современные исследователи отмечают, что это была фиксация китайских партитур, используемых в придворной практике.

### Основные труды
- Eloge de la ville de Moukden, trad. du chinois, 1770 ;
- Art militaire des Chinois, 1772; plusieurs ouvrages sur la Typographie et la Musique des Chinois;
- Mémoires concernant l’histoire, les sciences, les arts, les mœurs et les usages des Chinois (par les missionnaires de Pékin), 15 vol., Paris, 1776—1789.
- Mémoire de la Musique des Chinois tant anciens que modernes, envoyé en 1776, (Vol. VI des Mémoires, publié par l’abbé Roussier en 1779).
- Divertissements ou concerts de musique chinoise, en deux fois trois cahiers, accompagnés d’un cahier de musique sacrée (prières catholiques en chinois mis en musique, envoyés à Mr. Bignon, bibliothécaire du Roi, demeurés inédits.
- Vie de Confucius (formant le tome XII des Mémoires sur les Chinois);
- Dictionnaire tatar-mandchou-français (2 vol.), Paris, 1789
- Grammaire de la langue tatare-mantchoue.